# Аваро-андо-цезские языки

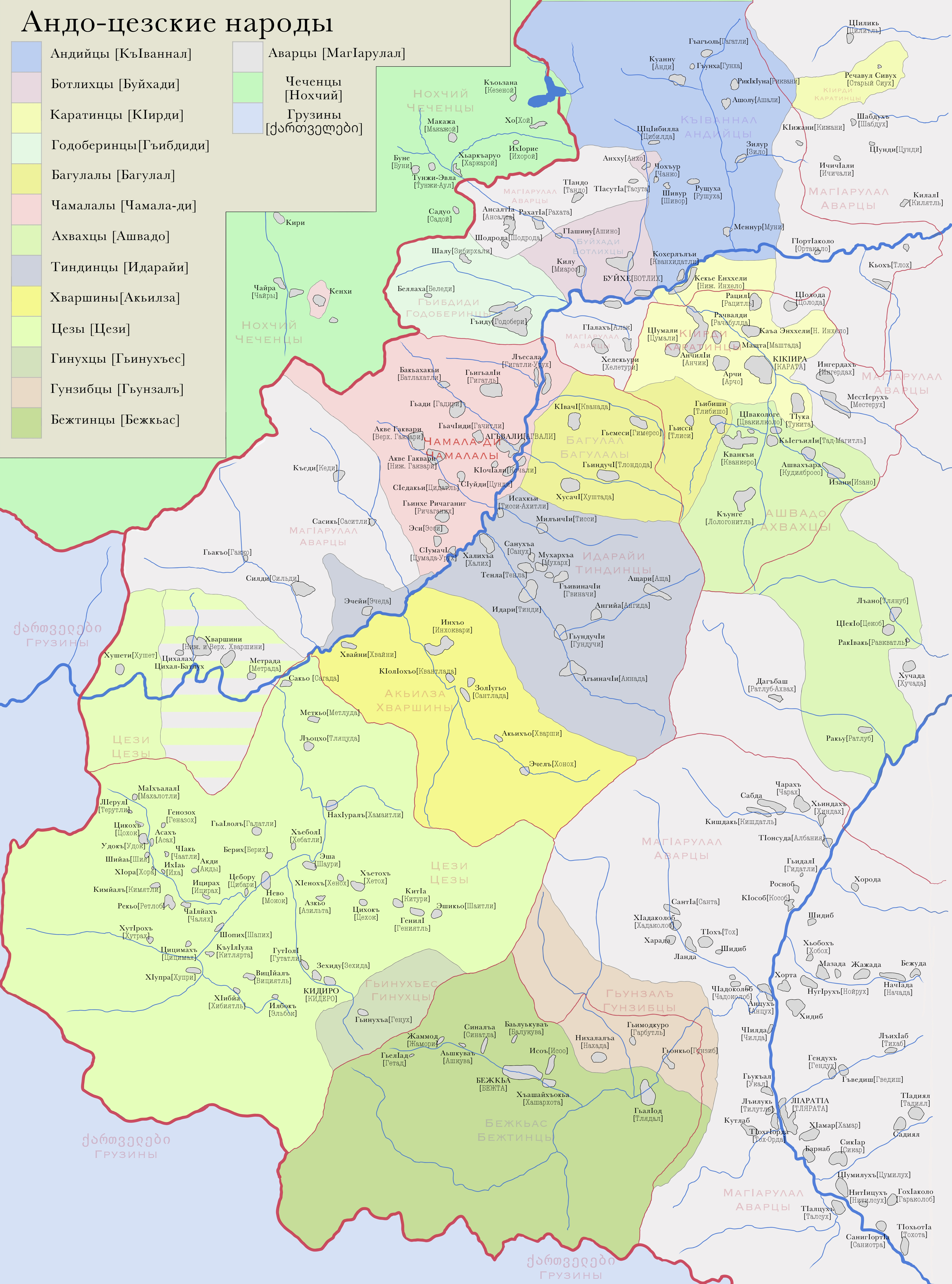
Распростронение андийских и цезских языков в горной зоне Дагестана (населенные пункты приведены на оригинальных языках)

Ава́ро-а́ндо-це́зские (ава́ро-а́ндо-дидо́йские) — ветвь нахско-дагестанских языков. Объединяет значительно разошедшиеся аварские диалекты, андийские и цезские языки. Внутри аваро-андо-цезских аварский и андийские языки обнаруживают значительную степень близости и объединяются в аваро-андийскую группу, тогда как цезские языки выделяются особо. С. А. Старостин полагал, что лакский язык находится в отдалённом родстве с современными аваро-андо-цезскими языками. 
Определить однозначно число входящих в состав аваро-андийской общности языков (например, ахвахского или хваршинского) едва ли возможно (проблема «язык или диалект»). Внутри андийских выделяется диалектный континуум, состав которого оценивается специалистами различно. Аналогичный континуум предполагается и внутри цезских, хотя цезские и разделяются на западные и восточные.